# Vital (Anberlin)
Vital è il sesto album in studio del gruppo musicale alternative rock statunitense Anberlin, pubblicato nel 2012.

## Tracce
1. Self-Starter (featuring Julia Marie) – 3:17
2. Little Tyrants – 3:21
3. Other Side – 4:06
4. Someone Anyone – 3:29
5. Intentions – 3:09
6. Innocent – 4:44
7. Desires – 3:24
8. Type Three – 3:57
9. Orpheum – 3:52
10. Modern Age – 4:13
11. God, Drugs & Sex (featuring Christie DuPree) – 6:15

## Formazione
- Stephen Christian - voce
- Joseph Milligan - chitarra, tastiere
- Christian McAlhaney - chitarra, tastiere
- Nathan Young - batteria
- Deon Rexroat - basso

## Classifiche
| Classifica (2012)           | Posizione raggiunta |
| --------------------------- | ------------------- |
| Stati Uniti (Billboard 200) | 16                  |